# Раннамыйза
Ра́ннамыйза (эст. Rannamõisa — «Прибрежная мыза») — деревня на севере Эстонии в волости Харку, уезд Харьюмаа. 

## География и описание
Расположена на берегу Финского залива, в 4 километрах к западу от Таллина. Высота над уровнем моря — 31 метр.  Через деревню проходит дорога Раннамыйза.
Климат умеренный. Официальный язык — эстонский. Почтовый индекс — 76906.
В деревне находится церковь Раннамыйза и кладбище при ней.

## Население
По состоянию на 1 января 2019 года в деревне было зарегистрировано 784 жителя. По состоянию на 1 января 2025 года в деревне зарегистрировано 849 жителей.
По данным переписи населения 2011 года в деревне проживали 700 человек, из них 646 (92,3 %) — эстонцы.
В 2000 году число жителей деревни составляло 196 человек.

## История
В письменных источниках Раннамыйза была впервые упомянута в 1428 году (Leppesgude). До 1624 года включительно расположенная рядом с ней мыза Штрандгоф(нем. Strandhof, Раннамыйза, эст. Rannamõisa mõis) предположительно принадлежала Ревельскому городищу.
Начиная с XVIII столетия Раннамыйза известна как место отдыха, так как здесь возвели летнюю мызу Лукка (нем. Lucca). В XIX столетии в ближайшем к мызе сосняке построили первые летние дачи. Строительство дач особенно ускорилось в 1950-х годах.
C 1920-х годов Раннамыйза было поселением, в 1977 году получило статус деревни.
Скалистое побережье Финского залива в Раннамыйзе было изображено на банкноте в 50 эстонских крон, бывшей в обращении в 1929—1940 годах.